# GAZ 3105
La GAZ 3105 est une automobile du constructeur russe GAZ, sortie en 1992. Moderne pour son époque, elle fut cependant un échec retentissant, en effet, seulement 55 exemplaires de présérie sont sortis de l’usine de Nijni Novgorod jusqu’en 1996.

## Une GAZ plus petite
Dès la fin des années 1980, GAZ commence à réfléchir sur le remplacement de sa grande Tchaïka.
La nouvelle GAZ, type 3105, devra être moins grande et plus discrète que sa devancière, car n’oublions pas que nous sommes en pleine période de perestroïka.
Longue de 5,05 m (contre 6,11 m à la Tchaïka 14), la 3105 est motorisée par un V8 3.4 à injection, développant 170 ch à 5400 tr/min, associé à une boîte 5 rapports. Néanmoins, nous devons nous rappeler que le GAZ-3105 n'est pas entièrement un modèle original. Il était partiellement basé sur l'Audi 100 et Audi 200 de la troisième génération, à partir de laquelle la section transversale du corps le long du pilier B, le diagramme schématique de la disposition de transmission, à côté de certaines autres parties mécaniques, ont été conservés.

## Le plein de modernité
Côté équipements, la 3105 fait le plein : direction à crémaillère assistée et réglable, air climatisé, sièges chauffants à réglage électrique, verrouillage central, radio haut de gamme…
GAZ annonce d’excellentes qualités routières et un niveau de sécurité digne d’une Audi 200 Quattro, la référence en la matière. Pour cela, le constructeur russe a installé sur sa berline l’ABS, une suspension à 4 roues indépendantes, 4 freins à disque à étriers flottants et une transmission intégrale permanente avec bouton de blocage de différentiel. Selon les chiffres officiels, la 3105 passe de 0 à 100 km/h en 11 secondes, atteint les 200 km/h en vitesse de pointe et consomme en moyenne 11,2 l au 100 km.

## Pas assez rentable
Deux versions à 4 cylindres, avec un équipement réduit et à traction avant furent aussi étudiés, mais sans suite (type 3103 et 3104).
Les premiers prototypes roulent dès 1987, mais la version définitive ne sera présentée qu’au Salon de Bruxelles 1992, ainsi qu’au Salon de Leipzig la même année.
Initialement, la 3105 aurait dû sortir au rythme de 250 exemplaires par an. Malheureusement, jugée trop chère et victime de défauts de jeunesse, celle qui aurait pu assurer le renouveau de GAZ disparaît en 1996, après 55 exemplaires fabriqués, son constructeur estimant qu’elle ne serait jamais rentable.

## Sources
1. ↑  https://fishki.net/auto/2799682-gaz-3105-volga-legkovoj-avtomobily-predstavitelyskogo-klassa.html

- Bernard Vermeylen, Voitures des pays de l'Est, Boulogne-Billancourt, ETAI, 2008, 239 p. (ISBN 978-2-7268-8808-7, OCLC 470767381)